# Informationstechnologie (Österreich)
Die Informationstechnologie (Abk.: IT) ist die Bezeichnung einer Abteilung, welche Schüler einer Höheren Technischen Lehranstalt in Österreich besuchen können. Außerdem ist der Zweig als Masterstudium eingerichtet.

## Bildungsinhalte

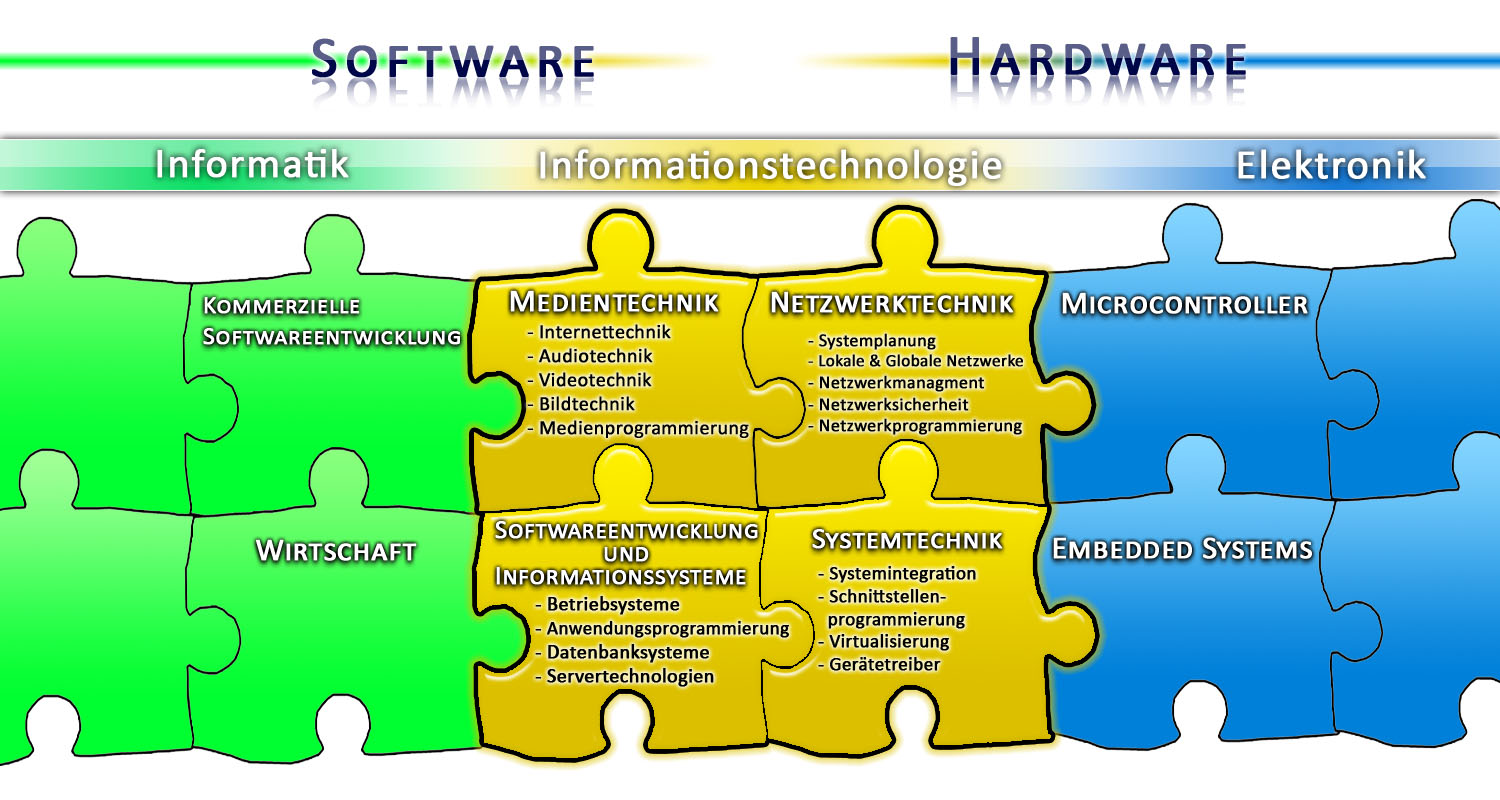
Abgrenzung der Abteilungen

„Informationstechnologie“ ist auch im gesamten deutschen Sprachraum ein synonymer Begriff für den allgemeineren Begriff Informationstechnik, befasst sich aber speziell mit der Technologie, und weniger dem praktischen Anlagenbau. Schwerpunkte in dieser Abteilung sind:
- Softwareengineering,
- Datenbank- und Informationssysteme,
- Netzwerktechnik und
- Medientechnik.

Es werden die vertiefenden Ausbildungszweige
- Systemtechnik
- Medientechnik und
- Netzwerktechnik geführt.

Diese Ausbildung stellt die Brücke zwischen den Abteilungen Elektronik–Technische Informatik und EDV und Organisation/Informatik dar. Dazu werden Kompetenzen in den Bereichen Elektrotechnik und Elektronik bis Betriebliches Informationsmanagement vermittelt.

## Standorte
Diese Abteilungen werden an den folgenden HTL-Standorten angeboten:
| Name                         | Bundesland       | Ort                | Sonstige Abteilungen | Schülerzahl |
| ---------------------------- | ---------------- | ------------------ | --- | ----------- |
| HTL Pinkafeld                | Burgenland       | Pinkafeld          | Bautechnik, Elektronik, Gebäudetechnik, Informatik, Informationstechnologie                                                         | 1.366       |
| HTBLuVA Villach              | Kärnten          | Villach            | Hochbau, Tiefbau, Innenraumgestaltung und Holztechnik, EDV und Organisation, Informationstechnologie                                | 1.230       |
| Schulzentrum Ungargasse      | Wien             | Landstraße         | Wirtschaftsingenieurwesen, Informationstechnologie                                                                                  | 1.000       |
| Zentrallehranstalt TGM       | Wien             | Brigittenau        | Biomedizin, Elektronik, Elektrotechnik, Informationstechnologie, Maschineningenieurwesen, Wirtschaftsingenieurwesen                 | 3.000       |
| HTL Rennweg                  | Wien             | Landstraße         | Informationstechnologie, Mechatronik                                                                                                | 1.000       |
| HTL Ottakring                | Wien             | Ottakring          | Elektrotechnik, Elektronik, Informationstechnologie, Maschineningenieurwesen,                                                       | 1.550       |
| HTL Donaustadt               | Wien             | Donaustadt         | Elektronik, Informationstechnologie, Informatik, Elektrotechnik                                                                     | 1.600       |
| HTL Traun                    | Oberösterreich   | Traun              | Informationstechnologie | 305         |
| HTL Linz – Paul Hahn Strasse | Oberösterreich   | Linz               | Elektrotechnik, Informationstechnologie, Maschinenbau, Mechatronik                                                                  | 2.000       |
| HTL Wels                     | Oberösterreich   | Wels               | Chemie, Elektrotechnik, Maschineningenieurwesen, Mechatronik, Informationstechnologie                                               | 1.500       |
| HTL Hollabrunn               | Niederösterreich | Hollabrunn         | Elektronik, Elektrotechnik, Informationstechnologie, Maschinenbau, Wirtschaftsingenieure, Kolleg und Aufbaulehrgang für Mechatronik | 1250        |
| HTL Krems                    | Niederösterreich | Krems an der Donau | Bautechnik, Informationstechnologie                                                                                                 | 600         |
| HTL Ybbs                     | Niederösterreich | Ybbs an der Donau  | Informationstechnologie | 300         |

## Studiengänge
Weiterführend bietet das Fach speziell an:
- Master Information Technology, Alpen-Adria-Universität, Klagenfurt – Institut für Informationstechnologie (ITEC, Laszlo Böszörmenyi)[2]